# 永寧縣 (義川郡)
永寧縣，北魏孝文帝太和十八年置，屬東秦州義川郡，西魏文帝大統十三年改為太平縣，隋開皇中改為咸寧縣，在今陝西省宜川縣。